# Travis Barker
Travis Landon Barker és un músic estatunidenc nascut el 14 de novembre de 1975 a Fontana (Califòrnia). Actualment és membre de Blink-182 i sovint col·labora amb DJ AM, junts formen TRV$DJAM.
Va començar a tocar la bateria a l'edat de quatre anys i va estudiar música amb el professor de jazz Michael Mai. Va ser el bateria de The Transplants i Expensive Taste. També va ser membre de grups com Feeble, The Suicide Machines, The Aquabats, Box Car Racer i +44, ha col·laborat puntualment en altres com Black Eyed Peas i OutSide. Ha tingut influències de la música punk, metall, jazz i hip-hop.

## Carrera musical
Travis va tenir els seus primer set de bateria amb tres anys, com a regal d'aniversari d'un veí. Amb cinc anys es va apuntar a classes de bateria, on va ser alumne d'un professor de metall que el va ajudar a descobrir molts gèneres musicals malgrat la seva curta edat. Després de la seva graduació a l'institut, el 1993 va tocar en grups com Feeble (amb qui va gravar un EP), Suicide Machines i The Aquabats, amb qui va obtenir més èxit fins aquell moment.

### Blink-182
El 1998 The Aquabats i Blink-182 es trobaven de gira junts. Scott Raynor va ser apartat (encara avui no se sap del cert les causes) de Blink-182 pels seus problemes d'alcoholisme. En un concert de The Aquabats, el 1998. Travis, va ser convidat a tocar amb Blink-182 i, després d'aprendre en 45 minuts el set que la banda havia de tocar, Mark i Tom van decidir fitxar-lo per a la banda. Va ser bateria oficial fins a febrer del 2005 quan la banda va posar fi a la seva carrera. Amb Blink-182 va gravar tres àlbums: Enema of the State (1999), Take Off Your Pants and Jacket (2001), i Blink-182 (2003).
Però els rumors del possible adéu de Blink-182 van arribar abans de 2005. Poc després del llançament de Take off Your Pants and Jacket, Travis i Tom DeLonge formen un projecte paral·lel a la banda, anomenat Box Car Racer, amb qui va gravar un disc en 2002. En aquest mateix any, Travis ingressar a Transplants, supergrup de tendències punk rock, hip-hop i rapcore, els membres d'aquesta banda van anunciar recentment el seu final.
Immediatament després de la dissolució de Blink-182 el 2005, Travis i Mark Hoppus formen la banda +44, una banda que segueix la línia de l'últim disc d'estudi de Blink-182. El 2006, Travis i Rob Aston, company de Barker a Transplants, formen, juntament amb Paul Wall, un altre supergrup de hip-hop anomenat Expensive Taste.
Després de la reunió de Blink-182 el febrer del 2009, S'inicia una nova era amb aquesta banda que començarà una gira pels Estats Units el setembre del mateix any a més d'haver anunciat que estan gravant un nou àlbum que es publicarà a principis del 2010.
El 2009, Travis Barker va participar al costat d'altres estrelles a la gravació de Slash, el primer àlbum en solitari del seu amic Slash, antic guitarrista de Guns N 'Roses. Travis Barker toca la bateria en la cançó "Starlight".

### Accident aeri
Passada la mitjanit del 19 de setembre de 2008, Barker va patir un greu accident d'avió a Carolina del Sud. Després d'enlairar a Columbia amb destinació a Van Nuys, el Learjet 60 es va estavellar en una autopista i es va incendiar. Segons la National Transportation Safety Board, la nau va sobrevolar la pista d'aterratge de manera poc usual i posteriorment es van observar algunes espurnes. Dels sis tripulants, només Barker i el discjòquei Adam Goldstein (ja mort per una suposada sobredosi en el seu apartament el divendres 28 d'agost del 2009) van sobreviure, que van escapar de l'incendi arrencant la roba en flames. Entre les víctimes hi havia l'assistent personal del bateria, Chris Baker. Els informes mèdics parlaven que tenia serioses cremades de segon i tercer grau des de la cintura cap avall, i que la seva situació era crítica. El 29 de setembre, Travis va abandonar l'hospital d'Augusta, Geòrgia. A mitjans de novembre de 2008, en el programa de MTV, Total Finale Live, Travis va declarar que es trobava en bones condicions, i que ja estava tocant la bateria i gravant a l'estudi.

### Retorn de Blink-182
Després de l'accident de Travis Barker, els integrants de Blink 182 es van reunir a Los Angeles per recuperar la seva amistat. A la gala dels Grammy del 2009, els tres integrants del grup es van ajuntar per primera vegada cara al públic, anunciant que tornarien a ajuntar.
En la cerimònia dels Grammy 2009, els tres integrants de la banda van anunciar la seva tornada i la seva pàgina web ha estat actualitzada després de molts anys.

## Travis fora de la música
Travis destaca en l'apartat dels negocis. El 1999 va fundar Famous Stars and straps (FAMOUSSAS), una companyia de roba skate i street. El 2004 també va fundar LaSalle Records, segell discogràfic que pertany a Atlantic Records. Amb LaSalle va gravar, per exemple, els dos últims discos de Broken Imen. Travis també està involucrat en el negoci de la restauració, ja que acaba d'obrir un restaurant de salsitxes al vapor amb gambes a Norco, Califòrnia.
Travis a més és un dels pocs bateristes que pertany a la casa de plats per bateria Zildjian. També s'ha deixat veure a la televisió. El 2003 va aparèixer en un episodi de Punk'd i després va aparèixer en alguns episodis de CSI: Crime Scene Investigation. El 2005 va protagonitzar el seu propi reality show a MTV, Meet the Barkers, en el qual va compartir crèdits amb la seva dona Shanna Moakler. Es va casar amb aquesta el 2004 i tenen 2 fills; Landon Asher i Alabama Luella. Actualment estan divorciats.
Ha presentat en diverses ocasions premis de cerimònies musicals per Sol Música, en els Much Music Awards de 2002,i als MTV Video Music Awards de 2008.